# 송광사
송광사(松廣寺)는 전라남도 순천시 송광면 신평리 조계산 북쪽 기슭에 자리잡은 사찰로 대한불교 조계종 제21교구 본사이다. 
양산 통도사(불보사찰), 합천 해인사(법보사찰)와 더불어 한국 삼보사찰로 불리고 있다. 
신라 말엽에 혜린대사(慧璘大師)가 작은 암자를 짓고 길상사(吉祥寺)라 부르기 시작했다. 이후, 고려시대에 보조국사 지눌이 정혜사(定慧社)를 이곳으로 옮겨와 수도, 참선 도량으로 삼은 뒤부터 승보사찰이 되었다. 
승보사찰이라는 말이 어울리게 지눌, 혜심을 비롯한 16국사를 배출하였다. 외국 승려가 수도하는 국제선원이 있다.
2023년 5월 4일부터 무료입장이 가능해졌다.

## 역사
신라 말 혜린대사(慧璘大師)가 창건하였다. 창건 당시의 이름은 길상사(吉祥寺)로 작은 규모의 절이었다. 이후 고려 인종 때 석조대사(釋照大師)가 절을 확장하려고 준비하던 중 타계하여 뜻을 이루지 못하였다.
이후 50여년 동안 버려지고 페허화된 길상사가 중창되고 한국불교의 중심으로 각광받게 된 것은 보조국사 지눌이 정혜결사(定慧結社)를 이곳으로 옮기면서부터이다. 이때 고려 희종이 길상사를 수선사(修禪社)로, 송광산을 조계산(曹溪山)으로 개명하였다.
이후 보조국사의 법맥을 진각국사(眞覺國師)가 이어받아 중창한 때부터 조선 초기에 이르기까지, 약 180년 동안 16명의 국사를 배출하면서 승보사찰의 지위를 굳혔다.
그 동안 정유재란, 한국 전쟁 등 숱한 재난을 겪었으나 지속적인 중창불사로 지금의 위용을 갖출 수 있게 되었다.

### 이름의 유래
고려 희종 이래로 수선사(修禪社)였던 사명(寺名)이 언제 송광사로 개칭됐는지는 알 수 없고, 송광(松廣)이라는 이름에 대해서는 몇 가지 전설이 있는데 다음과 같다.
첫째, 18명의 승려가 나서 부처의 가르침을 널리 펼 절이라는 뜻이다. 즉, '송(松)'은 '十八(木)+公'을 가리키는 글자로 18명의 승려를 뜻하고, '광(廣)'은 불법을 널리 펴는 것을 가리킨다는 것이다.
둘째, 지눌이 정혜결사를 옮기기 위해 터를 잡을 때 모후산에서 나무로 깍은 솔개를 날렸더니 지금의 국사전 뒷등에 떨어져 앉더라는 것이다. 그래서 그 뒷등의 이름을 치락대(솔개가 내려앉은 대)라 불렀다 한다. 이 전설을 토대로 최남선은 송광의 뜻을 솔갱이(솔개의 사투리)라 하여 송광사를 솔갱이 절이라 풀었다고 한다.
셋째, 일찍부터 산에 소나무(솔갱이)가 많아 '솔메'라 불렀고 그에 유래해서 송광산이라 했으며 산 이름이 절 이름으로 바뀌었다고 한다.

## 주요 문화재
목조문화재가 많은 사찰로 경내에는 약 80여 동의 건물과 부도·비석 등이 있다. 16국사의 영정을 봉안하는 국사전 등의 국보 4점을 비롯하여 하사당, 약사전, 영산전 등 보물 13점, 천연기념물인 쌍향수 등 국가문화재 17점과 정혜국사사리합 등 지방문화재 10점을 포함, 모두 27점의 문화재가 보존되어 있다. 대웅전을 중심으로 좌우에 승보전과 지장전이 자리하고 있어 장엄한 기상을 나타내며, 전마다 피어오르는 향과 은은한 목탁 소리, 낭랑한 독경, 찬란한 고찰의 승맥을 이어가고 있는 스님들의 모습에서 경건함을 느끼게 한다.

### 국보
- 국보 제42호 순천 송광사 목조삼존불감
- 국보 제43호 혜심고신제서
- 국보 제56호순천 송광사 국사전
- 국보 제314호 순천 송광사 화엄경변상도

### 보물
- 보물 제90호 대반열반경소 권9~10
- 보물 제134호 순천 송광사 경질
- 보물 제175호 순천 송광사 경패
- 보물 제176호 순천 송광사 금동요령
- 보물 제204호 묘법연화경 관세음보살보문품삼현원찬과문
- 보물 제205호 대승아비달마잡론소
- 보물 제206호 묘법연화경찬술
- 보물 제207호 금강반야경소개현초
- 보물 제263호 순천 송광사 하사당
- 보물 제302호 순천 송광사 약사전
- 보물 제303호 순천 송광사 영산전
- 보물 제572호 순천 송광사 고려고문서
- 보물 제1043호 순천 송광사 십육조사진영
- 보물 제1367호 송광사 응진당 석가모니 후불탱.십육나한탱
- 보물 제1368호 송광사 영산전 후불탱.팔상탱
- 보물 제1376호 순천 송광사 티베트문 법지
- 보물 제1467호 순천 송광사 소조사천왕상
- 보물 제1468호 순천 송광사 소조 사천왕상 복장유물
- 보물 제1549호 순천 송광사 목조석가여래 삼존상 및 소조 16나한상 일괄
- 보물 제1660호 순천 송광사 목조관음보살좌상 및 복장유물
- 보물 제1661호 순천 송광사 목조관음보살좌상 복장전적

### 천연기념물
- 천연기념물 제88호 순천 송광사 천자암 쌍향수(곱향나무)

## 사진

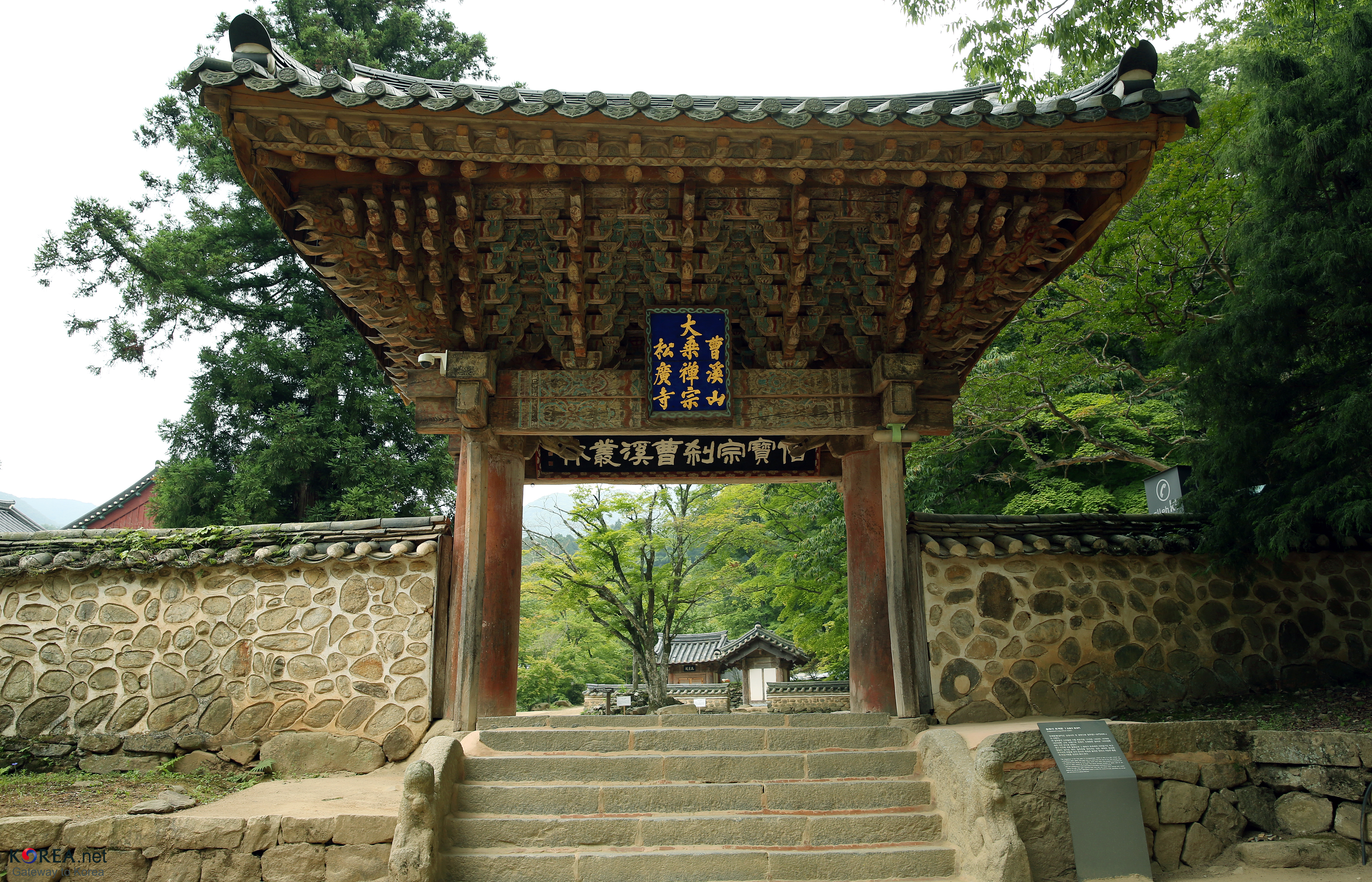
일주문
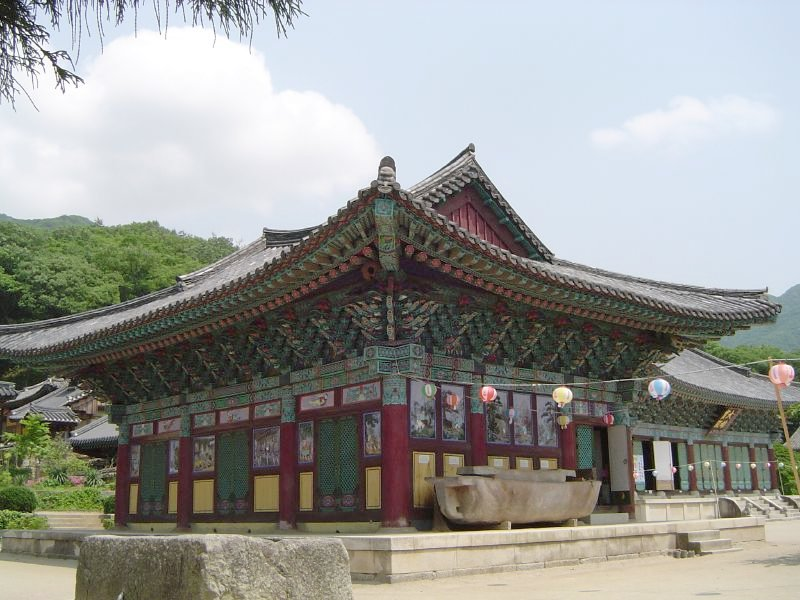
승보전과 대웅보전
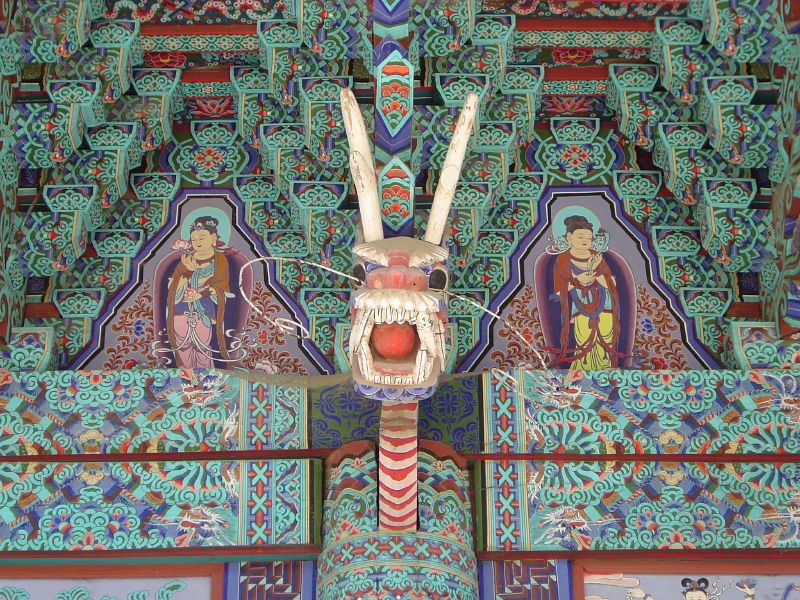
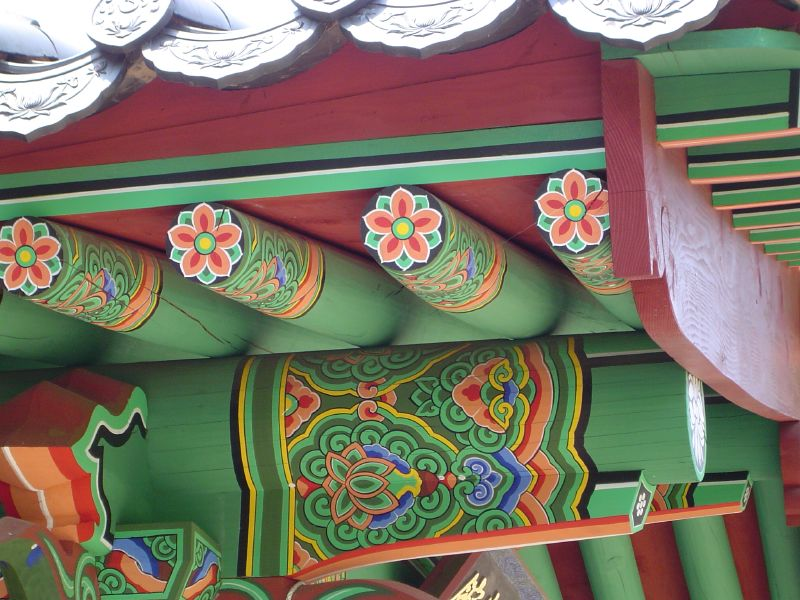
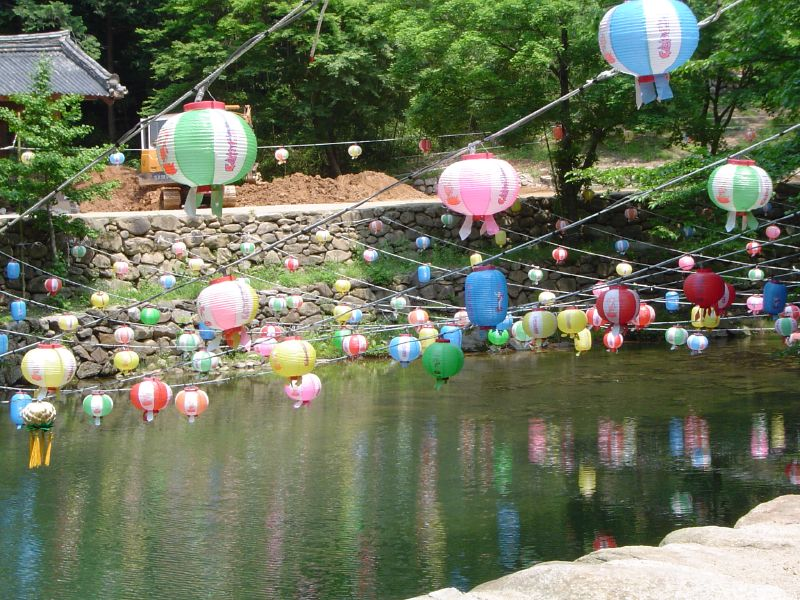
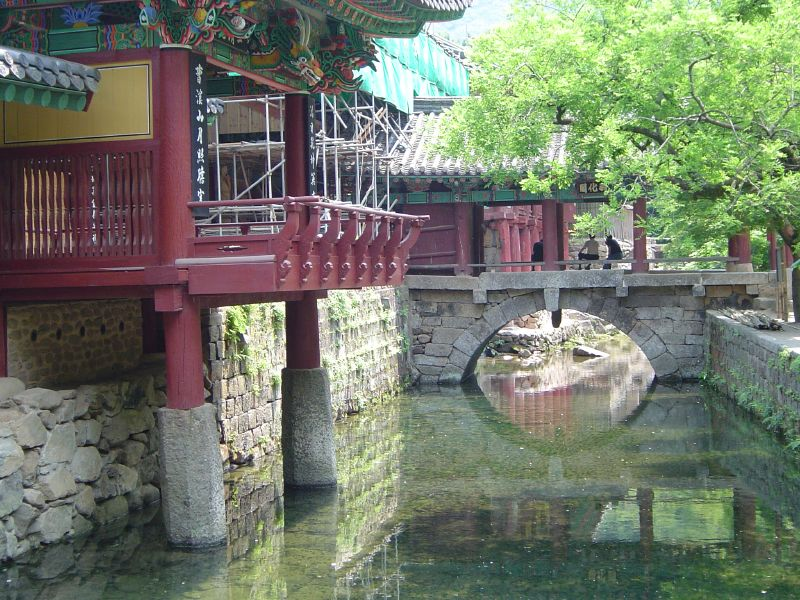
임경당과 우화루
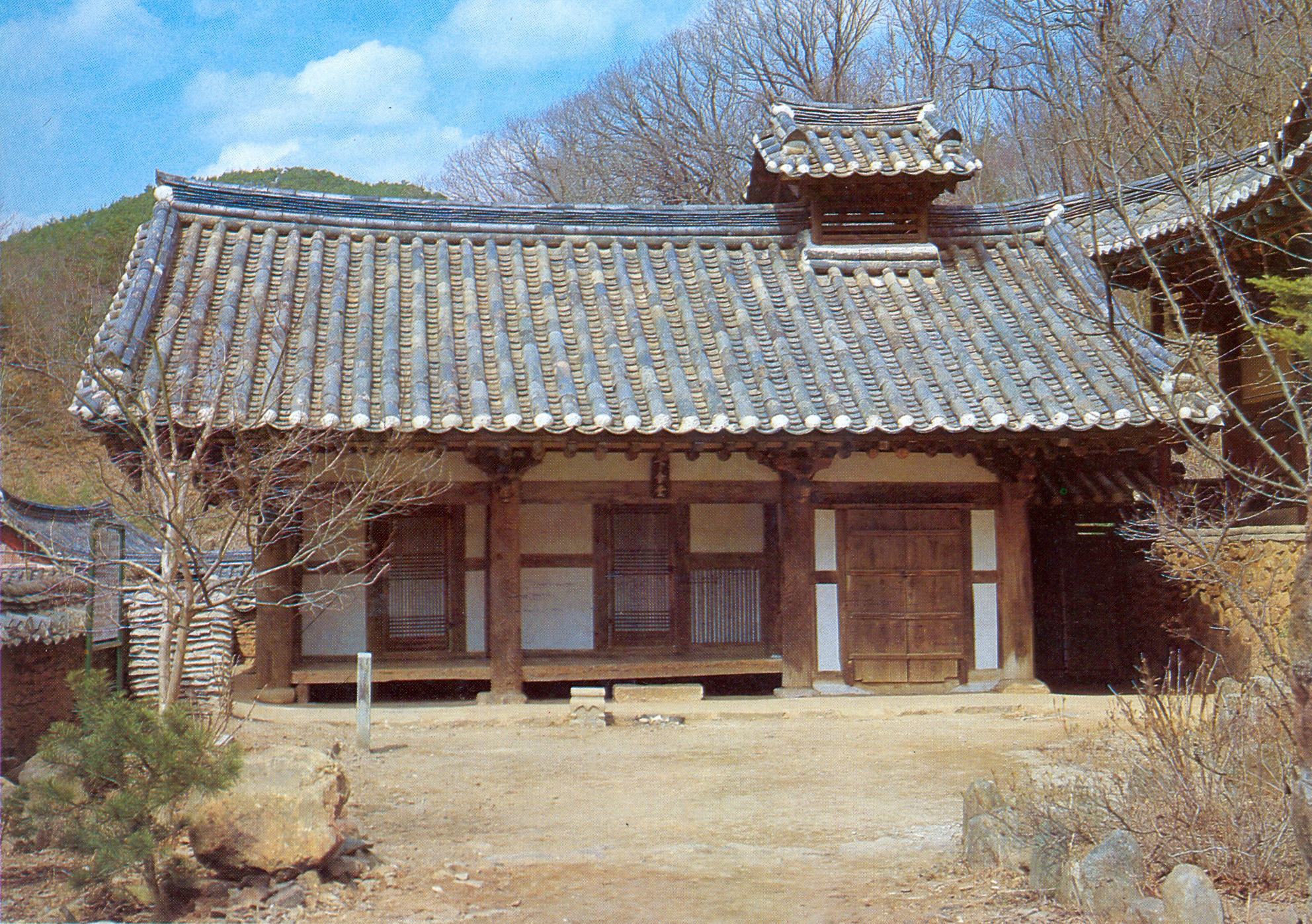
하사당
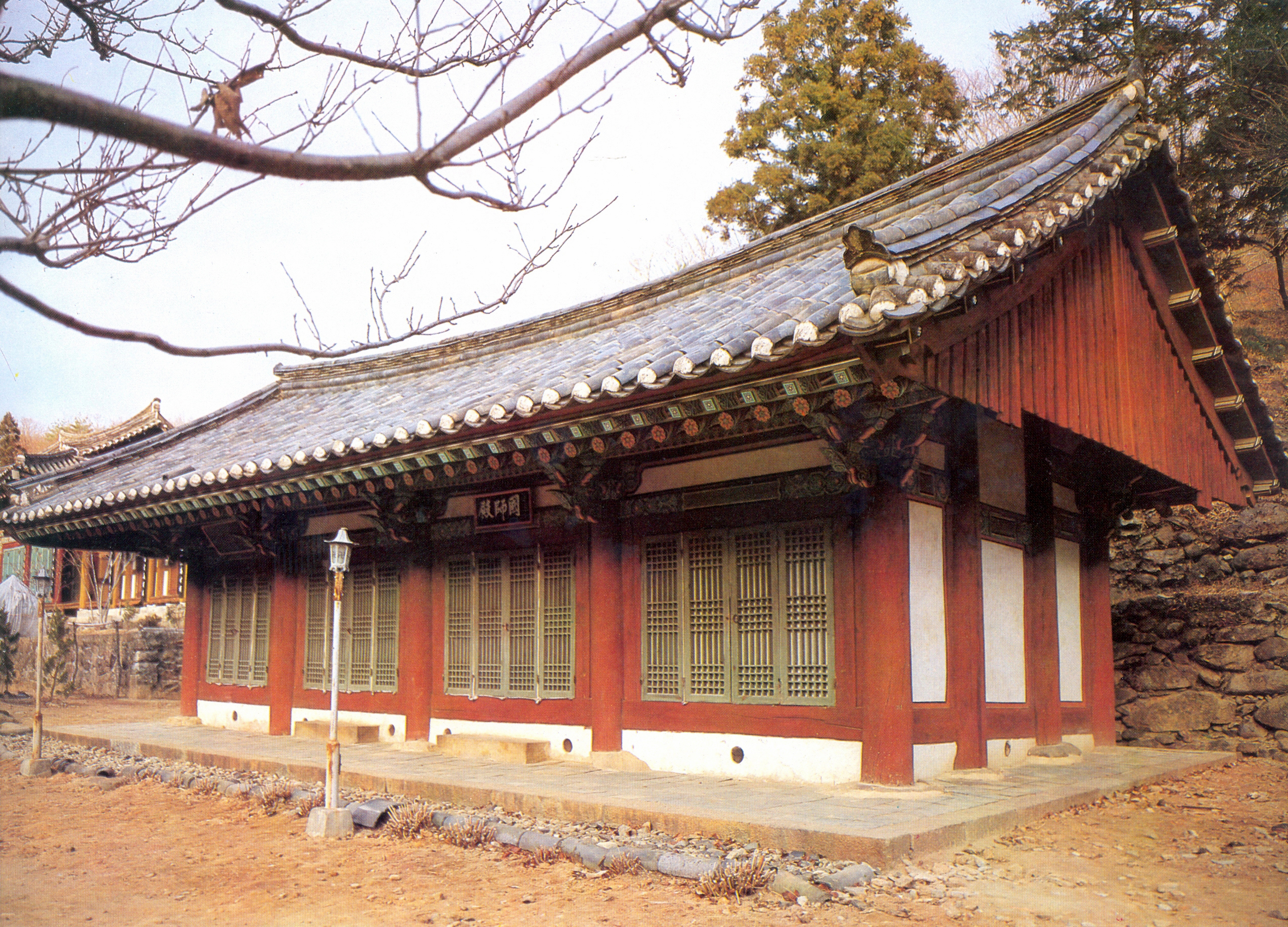
국사전